# Joseph von Pestalozza

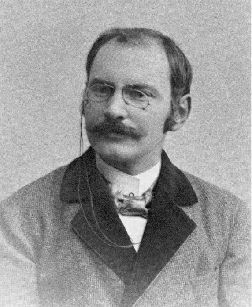
Joseph Graf von Pestalozza

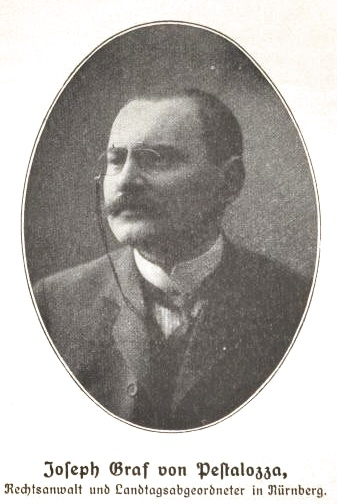
Joseph Graf von Pestalozza in der Festschrift zum Deutschen Katholikentag 1910

Graf Joseph Otto Wilhelm von Pestalozza (* 17. Juni 1868 in Augsburg; † 26. August 1930 in Erlangen) war ein deutscher Jurist und bayerischer Politiker.

## Leben
Joseph von Pestalozza entstammte einer in Bayern alteingesessenen Adelsfamilie italienischer Herkunft. Er war der Sohn von Otto Graf von Pestalozza (1825–1900) und dessen Gattin Minna Dauer (1828–1891), Tochter des bayerischen Landrichters Franz Dauer. Die Familie lebte auf Gut Siebenbrunn bei Augsburg.
Pestalozza studierte Rechtswissenschaften in München, wurde bei der dortigen Polizeidirektion Amtsanwalt und arbeitete sich dann als Bezirksamtsassessor zu Scheinfeld in die forensische Praxis ein. 1900 heiratete der Adelige Elsa Martin (1880–1947), Tochter des Justizrates Eugen Martin in Nürnberg und ließ sich hier als Rechtsanwalt nieder. 
Von 1907 bis 1918 war Graf Pestalozza Abgeordneter des Zentrums in der Kammer der Abgeordneten des Königreichs Bayern, 1919 bis 1928 vertrat er in gleicher Eigenschaft die Bayerische Volkspartei (BVP) im Landtag. 1910 trat er als Redner auf dem Deutschen Katholikentag in Augsburg auf, 1911 gelang ihm als erstem Vertreter des Zentrums der Einzug in den Nürnberger Stadtrat. 1920–28 wirkte Pestalozza überdies als ehrenamtliches Mitglied des Bayerischen Staatsgerichtshofes, dem Landesverfassungsgericht des Freistaates. 
Joseph von Pestalozza bekleidete das Amt eines königlich bayerischen Kammerherren, ebenso war er päpstlicher Kämmerer „di spada e cappa“. 
1923 erhielt der Graf den Ehrentitel Geheimer Justizrat; er gehörte zu den frühen Gegnern des Nationalsozialismus in Bayern und war 1923 ein Unterstützer des sogenannten 1. Ermächtigungsgesetzes zugunsten der Reichsregierung. Als engagierter Katholik vertrat der Adelige nachhaltig die kirchlichen Positionen. Die Parlamentsdatenbank des Hauses der Bayerischen Geschichte nennt Joseph von Pestalozza „einen der bekanntesten Führer der katholischen Bewegung in Nürnberg und Bayern“.
Als Landtags-Berichterstatter des Untersuchungsausschusses zum Hitlerputsch von 1923 legte er 1924 mit großem Mut und juristischer Klarheit die Verlogenheit der NS-Propaganda dar und übte öffentliche Kritik an der halbherzigen Führung des Hitler-Prozesses. Dies zog ihm den bleibenden Hass der zukünftigen Machthaber zu, deren polemische Angriffe seine letzten Lebensjahre trübten.